# Karla Lucie Friedel
Karla Lucie Friedel (* 26. November 1893 in Düsseldorf; † 22. November 1970 in Stralsund) war eine deutsche Bildhauerin.

## Leben und Werk
Karla Lucie Friedel (eigentlich Ludowika Karoline Henriette Friedel, geb. Knop) besuchte von 1910 bis 1911 die Städtische Höhere Handelsschule Barmen und bis 1915 das Technische Seminar des Oberlyzeums Elberfeld. 1918 legte sie das Examen als technische Lehrerin ab und war danach bis 1921 im Schuldienst. 1921 bis 1922 machte sie eine Weiterbildung am Gewerbeseminar Elberfeld. Dann war sie bis 1924 Gewerbelehrerin in Barmen. Ab 1930 lebte Karla Lucie Friedel in Kloster auf Hiddensee und betätigte sich bis 1933 als Bildhauerin. Sie war Autodidaktin, hatte aber eine bildhauerische Einweisung von Max Kruse in Kloster und kurzzeitig bei Milly Steger erhalten. Sie arbeitete im Schuldienst und trat der NSDAP bei, weshalb sie 1945 nach Kriegsende aus dem Schuldienst entlassen wurde. Sie betätigte sich wieder als Bildhauerin und wurde Mitglied des Verbands Bildender Künstler der DDR.
Bis 1951 lebte sie in Stralsund, dann wieder in Kloster. Dort war sie ab 1956 Leiterin der Gerhart-Hauptmann-Gedenkstätte.
Karla Lucie Friedel war mit dem Mediziner Dr. Erich Friedel, der in Berlin praktiziert hatte, verheiratet. Das Ehepaar wohnte im heute so benannten Friedelhaus, das zu den Liegenschaften der Biologischen Station Hiddensee der Ernst-Moritz-Arndt-Universität Greifswald gehört. Es war unter anderem mit Gerhart Hauptmann, Max Kruse und der Malerin Julie Wolfthorn befreundet und korrespondierte mit dem Maler Heinrich Lietz (1909–1988).

## Darstellung Karla Lucie Friedels in der bildenden Kunst
- Julie Wolfthorn: Portrait der Bildhauerin Karla Friedel (Tafelbild, Öl, 1931)[1]

## Werke (Auswahl)

### Porträt-Büsten
- Prof. Dr. Erich Leick (Bronze auf Natursteinsockel, ca. 1930; im Bestand der Kunstsammlung der Universitär Greifswald)[2]
- Gerhart Hauptmann (Bronze auf Marmorsockel, 1931)[3]
- Thomas (Bronze, 1950; ausgestellt 1953 auf der Dritten Deutschen Kunstausstellung)
- Der junge Funktionär (Bronze, 1951; ausgestellt 1953 auf der Dritten Deutschen Kunstausstellung)
- Joachim Nettelbeck (Auftragswerk für die damalige Seefahrtschule Wustrow)
- Ernst Thälmann (Auftragswerk für das damalige Klubhaus der Volkswerft Stralsund)

### Baugebundene Werke und Werke im öffentlichen Raum
- Tanzendes Paar (Relief, Terrakotta; am Dreiecksgiebel des damaligen Kulturhauses Heringsdorf; um 1948)[4]
- Maxim Gorki (Denkmal, 1967; Grevesmühlen, Questiner Weg)[5]

## Ausstellungsbeteiligungen (Auswahl)
- 1945: Schwerin, Landesmuseum („Jahresschau 1945 der Kunstschaffenden aus Mecklenburg-Vorpommern“)[6]
- 1951: Schwerin, Staatliches Museum („Rechenschaftsausstellung des Verbandes Bildender Künstler Mecklenburgs“)
- 1953: Dresden, Dritte Deutsche Kunstausstellung